# Iris lycotis
Iris lycotis là một loài thực vật có hoa trong họ Diên vĩ. Loài này được Woron. miêu tả khoa học đầu tiên.